# Бенедето ди Биндо
Бенедето ди Биндо (на италиански: Benedetto di Bindo; ок. 1380-85, Кастильоне ди Валдорчиа, близо до Сиена – 19 септември 1417, Перуджа) – италиански художник от Сиенската школа.